# District de Nkhotakota
Nkhotakota est un district du Malawi.